# Łazy (powiat oświęcimski)
Łazy – wieś w Polsce położona w województwie małopolskim, w powiecie oświęcimskim, w gminie Oświęcim (sołectwo Grojec).

## Zabytki
Obiekt wpisany do rejestru zabytków nieruchomych województwa małopolskiego.
- Gródek stożkowaty.
W XV wieku przysiółek Grojca, w którym znajdował się gródek wśród mokradeł nad stawem w południowo-wschodniej części[6].

W latach 1975–1998 miejscowość należała administracyjnie do województwa bielskiego.